# Dampier Bay
Dampier Bay är en vik i Kanada.   Den ligger i territoriet Nunavut, i den norra delen av landet, 3 600 km nordväst om huvudstaden Ottawa.
Trakten runt Dampier Bay är permanent täckt av is och snö. Trakten runt Dampier Bay är nära nog obefolkad, med mindre än två invånare per kvadratkilometer.